# Бозија (Васлуј)
Бозија (рум. Bozia) насеље је у Румунији у округу Васлуј у општини Фалчу. Oпштина се налази на надморској висини од 56 m.

## Становништво
Према подацима из 2002. године у насељу је живело 532 становника, од којих су сви румунске националности.